# Бронепалубные крейсера типа «Касаги»
Бронепалубные крейсера типа «Касаги» (яп. 笠置型防護巡洋艦 Касаги гата бо:годзюнъё:кан) — тип японских бронепалубных крейсеров американской постройки. Принимали участие в Русско-японской и Первой мировой войне.

## Строительство
Заказаны в 1896 году в США в рамках Второй чрезвычайной программы пополнения флота за счёт контрибуции, полученной после Японо-китайской войны. Проект разрабатывался на основе «Такасаго», но имел увеличенное водоизмещения и главные размерения. Как и большинство японских крейсеров того времени несли мощное вооружение, но имели недостаточную мореходность и остойчивость.
Головной корабль серии — крейсер «Касаги» был построен на заводе «Вильям Крамп и сыновья» в Филадельфии. Интересно, что В.Крамп, предлагал русскому правительству проект «Касаги» в качестве прототипа будущего «Варяга». Второй корабль в серии — «Читосэ» был построен на верфях фирмы «Юнион Айрон Воркс» в Калифорнии.

## Конструкция
Основательно нагруженные корабли обладали весьма умеренными мореходными качествами.

### Вооружение
Вооружение оставалось такое же как на «Такасаго», только без носового торпедного аппарата. Вооружение состояло из двух 20,3-см/45 орудий Type 41 в оконечностях, десяти 4,7-дюймовых орудий QF и двенадцати 12-фунтовых орудий QF, установленных по бортам. Кроме того, каждый корабль был оснащен шестью 47-мм пушками Гочкиса и четырьмя 14-дюймовыми торпедными аппаратами. Число водонепроницаемых отсеков было доведено до 130 на «Читосэ» и до 142 на «Касаги» (в двойном днище — по 16 и 15 соответственно).

### Энергетическая установка
Энергетическая установка отличалась от «Такасаго» — корабли получили по 12 простых цилиндрических котлов, вместо четырёх двойных и четырёх простых котлов.

### Защита
Для бронирования применена гарвеевская никелевая броня.

## Представители
| Название    | Закладка        | Спуск на воду  | Вступление в строй | Судьба |
| ----------- | --------------- | -------------- | ------------------ | --- |
| Касаги 笠置 | 13 февраля 1897 | 20 января 1898 | 24 октября 1898    | потерпел кораблекрушение 10 августа 1916 в Сангарском проливе (пролив Цугару) .                                        |
| Читосэ 千歳 | 16 мая 1897     | 23 января 1898 | 1 марта 1898       | корабль береговой обороны 2-го класса с 1922 выведен из боевого состава 1 апреля 1928 потоплен как мишень 19 июля 1931 |

В 1910 — 1912 годах устаревшие цилиндрические котлы заменены на 12 новых системы Миябара.